# Lijst van rijksmonumenten in Nunhem
De plaats Nunhem telt 10 inschrijvingen in het rijksmonumentenregister. Hieronder een overzicht.
| Object                                                                 | Oorspronkelijke functie?  | Bouwjaar              | Architect               | Locatie                       | Coördinaten?                  | Nr.?   | Afbeelding        |
| ---------------------------------------------------------------------- | ------------------------- | --------------------- | ----------------------- | ----------------------------- | ----------------------------- | ------ | ----------------- |
| Sint-Servatiuskerk                                                     | Kerk en kerkonderdeel     | 14e eeuw (toren) 1894 | Groenendael, J.J.H. van | Kerkstraat 18                 | 51° 14' 38" NB, 5° 57' 54" OL | 19975  | Meer afbeeldingen |
| Strikkenhof                                                            | Boerderij                 | 18e eeuw              |                         | Burgemeester Peetersstraat 41 | 51° 14' 31" NB, 5° 57' 37" OL | 19976  | Meer afbeeldingen |
| Sint-Elisabethklooster                                                 | Klooster, kloosteronderdl | 1778 (ankerjaartal)   |                         | Sint Elisabethsdreef 1        | 51° 13' 58" NB, 5° 56' 13" OL | 19977  | Meer afbeeldingen |
| Huis Nunhem                                                            | Kasteel, buitenplaats     | 1710 (ankerjaartal)   |                         | Voort 4                       | 51° 14' 45" NB, 5° 57' 55" OL | 19978  | Meer afbeeldingen |
| Voormalige Klooster Maria Schoot.                                      | Klooster, kloosteronderdl | 1735                  |                         | Voort 6                       | 51° 14' 47" NB, 5° 57' 57" OL | 19979  | Meer afbeeldingen |
| Bakstenen gebouw met zadeldak en rechthoekige omramingen van hardsteen | Woonhuis                  | 19e eeuw              |                         | Leumolen 2                    | 51° 15' 2" NB, 5° 56' 58" OL  | 19980  | Upload foto       |
| Leumolen of St. Ursula-watermolen                                      | Industrie- en poldermolen | 1773 (ankerjaartal)   |                         | Leumolen 3                    | 51° 15' 3" NB, 5° 56' 57" OL  | 19981  | Meer afbeeldingen |
| Woning en stallingen van het kasteel Ghoor                             | Woonhuis                  |                       |                         | Ghoor 1                       | 51° 15' 4" NB, 5° 58' 28" OL  | 30333  | Meer afbeeldingen |
| Mariakapel                                                             | Kapel                     | 1920                  |                         | Servaasweg bij 4              | 51° 14' 44" NB, 5° 57' 46" OL | 517897 | Upload foto       |
| Sint-Jobskapel                                                         | Kapel                     | 1886                  |                         | Servaasweg bij 7              | 51° 14' 46" NB, 5° 57' 50" OL | 517898 | Meer afbeeldingen |